# The King’s Avatar
Quan Zhi Gao Shou (кит. 全职高手 Цюань Чжи Гао Шоу, англ. Full-time Expert, букв. «Мастер на полную ставку») — китайский веб-роман авторства Худе Ланя (кит. 蝴蝶蓝, англ. Butterfly Blue, рус. Синяя Бабочка), известный также под названиями: The King's Avatar (букв. «Аватар короля») и Master of Skill (яп. マスターオブスキル Масута: обу Сукиру, букв. «Мастер Навыков»). Публиковался на литературном портале Qidian Zhongwen Wang с 28 февраля 2011 года по 30 апреля 2014 года. Премьера ONA-сериала, лицензиатом которого является Tencent, состоялась на видео-порталах Tencent Video и bilibili 7 апреля 2017 года.

## Сюжет
Е Сю является экспертом экстра-класса и лучшим про-игроком в онлайн-игре «Слава» (кит. 榮耀, англ. Glory), однако его вышвырнули из гильдии и вынудили отдать свой аккаунт, «Осенний Лист» (кит. 葉秋 Е Цю), новому капитану «Великолепной Эры» (кит. 嘉世 Цзя Ши), Сунь Сяну. Покинув профессиональную сцену, он устроился менеджером в интернет-кафе. Но когда «Слава» запустила свой десятый сервер, вооружённый десятилетним опытом, Е Сю вновь возвратился в игру. Принеся с собой воспоминания о прошлых свершениях и незаконченном самодельном оружии, он вновь ступает на дорогу, ведущую к вершинам.

## Публикация
Худе Лань начал публиковать свой роман на литературном портале Qidian Zhongwen Wang 28 февраля 2011 года. 1776-я и последняя глава была опубликована 30 апреля 2014 года. По завершении выпуска роман имел рейтинг 9,4 и более 23,38 миллионов посещений, а к сентябрю 2016 года всё ещё держался на четвёртом месте топа Qidian. В ноябре 2013 года он получил звание «Лучшей работы» и, при этом, ещё является первым и единственным китайским романом с более чем тысячью глав. 1 апреля 2012 года свет увидел первый том на упрощённом китайском, выпущенный издательством Hubei Shaonian Ertong Chuban She (кит. 湖北少年儿童出版社), роман был издан в 24 томах. Первый том оригинального романа был официально выпущен Zhi Ling Wenhua (кит. 知翎文化) 7 августа 2014 года. Весь тираж распродали в течение 20 дней, а издательству экстренно заказали новую партию копий Последний, 26 том, был опубликован 16 декабря 2015 года..
10 сентября 2015 года Худе Лань объявил о своём сотрудничестве с автором комиксов Чан Пань Юнчжэ (кит. 常盘勇者). Маньхуа-адаптация, написанная Чан Пань Юнчжэ и проиллюстрированная D.LAN Цан Ланем (кит. D.LAN苍岚), начала выпускаться в мобильном комикс-приложении Da Jiao Chong (кит. 大角虫). По состоянию на 29 мая 2019 года было опубликовано 197 глав.
Роман лицензирован на японском языке издательством Libre, первый том был издан 24 декабря 2015 года. В Японии роман публикуется под названием Master of Skill (яп. マスターオブスキル Масута: обу Сукиру, букв. «Мастер Навыков»). Он также официально переведён и публикуется на английском языке под названием The King's Avatar (букв. «Аватар короля») на платформе Qidian International.

### Список томов
Тайваньская публикация оригинального романа издательства Zhi Ling Wenhua.
| №  | Заглавие | Дата публикации       | ISBN               |
| -- | --- | --------------------- | ------------------ |
| 1  | Изгнание мастера «Бэй Цюйчжу Дэ Гаошоу» (кит. 被驅逐的高手)                                                                | 7 августа 2014 года   | ISBN 9789865782627 |
| 2  | Настоящий сброд «Чжэньчжэн Дэ Саньжэнь» (кит. 真正的散人)                                                                  | 7 августа 2014 года   | ISBN 9789865782634 |
| 3  | Непростые новички «Бу Цзяньдань Дэ Синьжэнь» (кит. 不簡單的新人)                                                           | 10 сентября 2014 года | ISBN 9789865782641 |
| 4  | Техника мастера «Гаошоу Дэ Цзишу Ханьлян» (кит. 高手的技術含量)                                                            | 8 октября 2014 года   | ISBN 9789865782658 |
| 5  | Состязание всех звёзд «Цюань Минсин Сай» (кит. 全明星賽)                                                                   | 8 ноября 2014 года    | ISBN 9789865782665 |
| 6  | Мой «Осенний Лист» «Во Цай Ши Е Цю» (кит. 我才是葉秋)                                                                      | 9 декабря 2014 года   | ISBN 9789865782672 |
| 7  | Неустанное разрушение «Хуэй Жэнь Бу Цзюань» (кит. 毀人不倦)                                                                | 10 января 2015 года   | ISBN 9789865782689 |
| 8  | Величайший мастер в истории «Юаньгу Дашэнь» (кит. 遠古大神)                                                                | 7 февраля 2015 года   | ISBN 9789865782696 |
| 9  | Сбор гильдии Расцвет Счастливых «Син Синь Чжаньдуй Цзихэ» (кит. 興欣戰隊集合)                                              | 3 марта 2015 года     | ISBN 9789865782702 |
| 10 | Плей-офф «Цзи Хоу Сай» (кит. 季後賽)                                                                                       | 8 апреля 2015 года    | ISBN 9789865782719 |
| 11 | Золотое поколение «Хуанцзинь Идай» (кит. 黃金一代)                                                                         | 5 мая 2015 года       | ISBN 9789865625177 |
| 12 | Молодые необузданные бойцы «Цзи Доу Дэ Няньцин Жэнь» (кит. 激鬥的年輕人)                                                   | 14 мая 2015 года      | ISBN 9789865625184 |
| 13 | Выгода из чужих затруднений «Чэньходацзе Цюй» (кит. 趁火打劫去)                                                            | 3 июня 2015 года      | ISBN 9789865625191 |
| 14 | Новое поколение звёзд «Синькэ Цюань Минсин» (кит. 新科全明星)                                                              | 3 июня 2015 года      | ISBN 9789865625580 |
| 15 | Подобно мириадам окровавленных цветов «Фаньхуа Сюэ Цзин» (кит. 繁花血景)                                                   | 4 июля 2015 года      | ISBN 9789865625214 |
| 16 | Я вернулся «Во Хуэйлайлэ» (кит. 我回來了)                                                                                  | 16 июля 2015 года     | ISBN 9789865625221 |
| 17 | Лето не может остаться без внимания «Уфа Хуши Дэ Сятянь» (кит. 無法忽視的夏天)                                             | 5 августа 2015 года   | ISBN 9789865625238 |
| 18 | Новая сильнейшая гильдия в истории «Шишан Цзуйцян Синь Дуй» (кит. 史上最強新隊)                                            | 8 августа 2015 года   | ISBN 9789865625245 |
| 19 | Стратегия победы мастера «Лаоцзян Дэ Шэнли Фанши» (кит. 老將的勝利方式)                                                    | 4 сентября 2015 года  | ISBN 9789865625252 |
| 20 | Величайший промах и превосходная игра «Чао Шуйчжунь Шиу Хэ Чао Шуйчжунь Фахой Хуэй» (кит. 超水準失誤和超水準發揮)          | 12 сентября 2015 года | ISBN 9789865625269 |
| 21 | Тридцать седьмая победа «Саньшици Ляньшэн» (кит. 三十七連勝)                                                               | 3 октября 2015 года   | ISBN 9789865625498 |
| 22 | Мелочное отношение «Вэйсо Дэ Тайду» (кит. 猥瑣的態度)                                                                      | 8 октября 2015 года   | ISBN 9789865625504 |
| 23 | Новая встреча соперников спустя десятилетие «Ши Нянь Дуйшоу Цзай Сянюй» (кит. 十年對手再相遇)                              | 4 ноября 2015 года    | ISBN 9789865625511 |
| 24 | Расчётливый замысел «Лао Моу Шэнь Суань Дэ Бату» (кит. 老謀深算的霸圖)                                                     | 11 ноября 2015 года   | ISBN 9789865625528 |
| 25 | За пределами здравого смысла «Чаоюэ Чанши Дэ Цуньцзай» (кит. 超越常識的存在)                                               | 2 декабря 2015 года   | ISBN 9789865625535 |
| 26 | Сильнейший противник, лучший друг (Конец) «Цзуйцян Дэ Дуйшоу, Цзуй Хао Дэ Пэню (Вань)» (кит. 最強的對手，最好的朋友（完）) | 16 декабря 2015 года  | ISBN 9789865625542 |

## Анимационная адаптация
О том, что в 2017 году роман получит анимационную адаптацию, было объявлено Худе Ланем 1 августа 2016 года, а официальные представители опубликовали кадры из первого промо-видео. Само превью было выпущено 22 августа 2016 года. Производством ONA-сериала занималась студия G.CMay Animation & Film, а спродюсирован он был компанией-лицензиатом Tencent. Режиссёром стал Сюн Кэ, сценарий написал Лян Ша. Сериал транслировался с 7 апреля по 16 июня 2017 года на видео-порталах Tencent Video и bilibili. Открывающую композицию «Xin Yang» (кит. 信仰) исполнил Чжан Цзе (кит. 张杰), а закрывающую «Rong Yao Zai Lin» (кит. 荣耀再临) Дадань Инь Цзу (кит. 大胆音组).
6 июля 2017 года на Ежегодной аниме-конференции Tencent объявили, что в мае 2018 года начнётся работа над вторым сезоном ONA-сериала. 

### Список серий

#### Первый сезон
| № серии | Название | Дата трансляции     |
| ------- | --- | ------------------- |
| 1       | Е Цю? Е Сю? «Е Цю? Е Сю?» (кит. 葉秋？葉修？) | 7 апреля 2017 года  |
| 2       | Менеджер с навыками игры «Вангуань Гаошоу» (кит. 網管高手) | 7 апреля 2017 года  |
| 3       | Странники всегда сами себе на уме «Саньжэнь Цзюши Чжэмэ Жэньсин» (кит. 散人就是這麼任性)                                                                             | 14 апреля 2017 года |
| 4       | Диких Боссов всегда принято воровать! «Е Ту Босс Ши Юн Лай Цян Дэ!» (кит. 野圖BOSS是用來搶的！)                                                                      | 21 апреля 2017 года |
| 5       | Одиночная игра? «Игэжэнь Дэ Юси?» (кит. 一個人的遊戲？) | 28 апреля 2017 года |
| 6       | Мастер клинка «Цзянь Шэн» (кит. 劍聖) | 5 мая 2017 года     |
| 7       | Величайший Босс в истории «Шишан Цзуйда Босс» (кит. 史上最大BOSS) | 12 мая 2017 года    |
| 8       | Встреча молодых друзей! «Няньцин Дэ Пэнюмэнь Лай Сян Хой Хуэй!» (кит. 年輕的朋友們來相會！)                                                                          | 19 мая 2017 года    |
| 9       | Всеобщий враг «Цюаньминь Гунди» (кит. 全民公敵) | 26 мая 2017 года    |
| 10      | Стратегия мастера тактики «Фэньси Ди Шуцзюй Дан» (кит. 分析帝 數據黨)                                                                                                | 2 июня 2017 года    |
| 11      | Открыв свою истинную сущность, покажу вам что считается настоящей жестокостью «Юн Чжэнцюэ Дэ Цзыши Гаосу ни Шэньмэ Цзяо Сюнцань» (кит. 用正確的姿勢告訴你什麼叫兇殘) | 9 июня 2017 года    |
| 12      | «Славе» 10 лет, но всё неизменно «Ши Нянь Жуняо Ижуцзиван» (кит. 十年榮耀 一如既往)                                                                                  | 16 июня 2017 года   |

#### Спешл "Турнир звезд"
| № серии | Название                                                                             | Дата трансляции     |
| ------- | ------------------------------------------------------------------------------------ | ------------------- |
| 1       | Турнир звезд (часть 1) «Quán míngxīng zhēngbà sài (shàng)» (кит. 全明星爭霸賽（上）) | 27 апреля 2018 года |
| 2       | Турнир звезд (часть 2) «Quán míngxīng zhēngbà sài (zhōng)» (кит. 全明星爭霸賽（中）) | 27 апреля 2018 года |
| 3       | Турнир звезд (часть 3) «Quán míngxīng zhēngbà sài (xià)» (кит. 全明星爭霸賽（下）)   | 27 апреля 2018 года |

#### Фильм "Вершина славы"
| № серии | Название                                                                                    | Дата трансляции      |
| ------- | ------------------------------------------------------------------------------------------- | -------------------- |
| 1       | Аватар короля: Вершина Славы «Цюаньчжи Гаошоу чжи Дяньфэн Жунъяо» (кит. 全职高手之巅峰荣耀) | 16 августа 2019 года |

#### Второй сезон
| № серии | Название | Дата трансляции       |
| ------- | --- | --------------------- |
| 1       | Первый шаг к возвращению в профессиональный мир «Chóng fǎn zhíyè quān de dì yī bù» (кит. 重返职业圈的第一步) | 25 сентября 2020 года |
| 2       | С Новым Годом «Xīnnián kuàilè» (кит. 新年快乐)                                                               | 25 сентября 2020 года |
| 3       | Царство Бога «Shén zhī lǐngyù» (кит. 神之領域)                                                               | 2 октября 2020 года   |
| 4       | Неспециализированные удары «Sànrén kuài dǎ» (кит. 散人快打)                                                  | 9 октября 2020 года   |
| 5       | Профессиональные мусорщики «Zhuānyè shíhuāng» (кит. 專業拾荒)                                                | 16 октября 2020 года  |
| 6       | Отрицательный пример «Fǎnmiàn jiàocái» (кит. 反面教材)                                                       | 23 октября 2020 года  |
| 7       | Босс Превосходной Эры «Jiā shì lǎobǎn» (кит. 嘉世老板)                                                       | 30 октября 2020 года  |
| 8       | Древний бог «Yuǎngǔ dàshén» (кит. 遠古大神)                                                                  | 6 ноября 2020 года    |
| 9       | Материальная проблема «Cáiliào fēngbō» (кит. 材料風波)                                                       | 13 ноября 2020 года   |
| 10      | Сердце чемпиона «guànjūn zhī xīn» (кит. 冠軍之心)                                                            | 20 ноября 2020 года   |
| 11      | Холодные руки «Xiǎoshǒu bīngliáng» (кит. 小手冰涼)                                                           | 27 ноября 2020 года   |
| 12      | Команда Счастья «Xìng xīn zhànduì» (кит. 兴欣战队)                                                           | 27 ноября 2020 года   |